# Kevin Burleson
Kevin Burleson (* 9. April 1979 in Seattle, Washington) ist ein ehemaliger US-amerikanischer Basketballspieler. Burleson ist 1,91 m groß und spielte sowohl auf der Position des Point Guards als auch auf der des Shooting Guards.

## Karriere
Burleson, dessen Vater Alvin ein Profi im American Football in der Canadian Football League und der United States Football League war, ging 1998 zum Studium an die University of Minnesota, für deren Hochschulmannschaft Golden Gophers er ab 1999 in der Big Ten Conference der NCAA spielte. Deren Mannschaft waren zuvor die Ergebnisse der letzten sechs Jahre wegen Verstößen gegen die Regularien der NCAA gestrichen worden. In der Folge erreichten die Gophers ab 2001 noch dreimal eine Folge zum National Invitation Tournament, in dem man 2003 einen vierten Platz belegte.
Anschließend begann Burleson 2003 eine Karriere als Profi und unterschrieb einen Vertrag beim deutschen Verein USC Heidelberg in der 2. Basketball-Bundesliga. Für die folgende Spielzeit bekam er dann einen Vertrag beim deutschen Erstligisten WALTER Tigers aus Tübingen in der Basketball-Bundesliga 2004/05. In der Sommerpause 2005 gelang ihm dann doch noch der Sprung in die am höchsten dotierte Profiliga NBA. Er unterschrieb für die Saison 2005/06 einen Ein-Jahres-Vertrag bei den Charlotte Bobcats. Zu Beginn der folgenden Saison 2006/07 wurde er jedoch aus seinem Vertrag entlassen und anschließend vom „Farmteam“ Fort Worth Flyers in der NBA Development League (D-League) verpflichtet. Daraufhin wechselte Burleson für die Saison 2007/08 erneut nach Europa, wo er in der Türkiye Basketbol Ligi für die Mannschaft aus Mersin spielte. Nach einer Spielzeit kehrte er in die D-League zurück und spielte für die Idaho Stampede, wo sich ihm aber erneut keine Möglichkeit eröffnete, in die NBA zurückzukehren. In der Saison 2009/10 spielte er noch einmal in Rumänien für den nationalen CSU Asesoft in Ploiești, der seinen Titel 2010 verteidigen konnte. Anschließend war Burleson professionell nicht mehr aktiv.